# Can Borés (Tiana)
Can Borés és un casa eclèctica de Tiana (Maresme) inclosa a l'Inventari del Patrimoni Arquitectònic de Catalunya.

## Descripció
És un edifici civil, una casa formada per una planta baixa i dos pisos. Destaca per l'ús que fa de l'arc de mig punt, utilitzat en totes les seves obertures: la porta i les dues finestres a la planta baixa; els tres balcons al primer pis, amb guardapols circulars al seu damunt, i tres grups d'arcades a la planta superior, totes elles dividides en tres arquets. La façana està totalment esgrafiada amb motius geomètrics.
El conjunt de l'edifici presenta un volum considerable, pràcticament de forma cúbica, i a la seva banda dreta hi ha un tallat considerable, de manera que gaudeix d'una notable panoràmica. El seu jardí frontal tanca el carrer de Sant Domènec.

## Història
L'edifici fou construït l'any 1865 i les Monges Franciscanes s'hi van instal·lar quan van arribar a Tiana. Posteriorment fou caserna de la guàrdia civil. Actualment és una casa particular.